# 水转印
水转印（英語：water transfer printing）是一种通过水的作用将平面印刷的图文转印至不同材质物体表面的技术。水转印又分为水标转印与水披覆转印（曲面披覆）两种，水标转印主要用于文字与写真图案的转印，水披覆转印则主要用于在整个物体表面进行完整的转印。

## 水转印技术

### 水标转印
水标转印时先将图文印刷在水转印纸上，再印刷上一层封面胶。把印好干透的转印纸放入水中浸泡后再贴到物体的表面，同时慢慢将转印纸从印刷涂层和物体间脱离。之后把印刷涂层与物体间的气泡去除，最后进行干燥、喷光油、烘烤等处理后即完成转印过程。
水转印纸根据用途的不同用各种品种，常用于陶瓷、玻璃、头盔、运动用品、金属管件等物件的转印装饰。

### 水披覆转印
水披覆转印使用溶于水的塑料薄膜进行转印，由于薄膜有着非常好的伸缩率，因而很容易缠绕于物体表面，适用各种复杂造型的物体。
进行水披覆转印时首先在水溶性塑料薄膜（PVA膜）上印刷图文，形成水披覆转印膜。把水披覆转印膜平铺于水面上后，喷洒活化剂溶解破坏PVA，此时图文成为游离状态。然后将物体从上至下往水中压，活化后的图文便会在水压作用下转印至物体表面。最后再进行水洗、干燥等处理。
由于水披覆转印膜伸缩性相当大，转印后的图文很容易变形，故转印的通常为仿木纹、大理石纹、动物皮纹等变形后不影响观赏性的图案。
容易进行水披覆转印的物体材质包括ABS、PMMA、PET等，而玻璃、金属、陶瓷、PE、PP等也可以通过专用涂层进行转印。
這個製程除了手工製作，也可以搭配機械手臂來噴化學劑、設定參數轉印大量生產。